# 有机氙化合物
有机氙化合物（英語：Organoxenon compound）是指含有碳—氙键的有机化合物。最早制得有机氙化合物都是二氟化氙的衍生物，例如(C6F5)2Xe。第一种正四价的有机氙化合物[C6F5XeF2][BF4]于2000年制得。至今为止，已经制得了上百种有机氙化合物。
多数有机氙化合物是比氟化氙更不稳定的物质，因为分子的极性更强。二氟化氙和四氟化氙的偶极矩均为0D，而有机氙化合物由于对称性差大多有极性。最初制得的这类物质只含有全氟代有机基团，后来也发现了一些含氢的取代基，例如2,4,6-三氟苯基。

## 二氟化氙衍生物
最常用的二氟化氙衍生物是C6F5XeF，经常使用它作为制备其他有机氙化合物的原料。由于氟化氙不稳定，使用一般的有机化学试剂不能制得二氟化氙的有机衍生物。常用的氟化剂包括Cd(ArF)2（下标F代表含氟芳基）、C6F5SiF3、C6F5SiMe3（需与含氟离子的试剂共同使用）。使用更强的路易斯酸C6F5BF2可以制得离子型化合物[RXe][ArFBF3]。烯基和烷基有机氙化合物也可用上文的氟化剂制得，例如C6F5XeCF=CF2和C6F5XeCF3。
几种典型的制备方法如下所示：
{\displaystyle {\rm {\ 2C_{6}F_{5}XeF+Cd(C_{6}F_{5})_{2}\rightarrow Xe(C_{6}F_{5})_{2}+CdF_{2}\downarrow }}}
{\displaystyle {\rm {\ C_{6}F_{5}XeF+Me_{3}SiCN\rightarrow C_{6}F_{5}XeCN+Me_{3}SiF}}}
{\displaystyle {\rm {\ C_{6}F_{5}XeF+Cd(2,4,6-C_{6}H_{2}F_{3})_{2}\rightarrow 2,4,6-C_{6}H_{2}F_{3}XeC_{6}F_{5}+CdF_{2}\downarrow }}}
此外第三个反应还产生(C6F5)2Xe、Xe(2,4,6-C6H2F3)2等副产物。
作为起始原料的C6F5XeF可以由三甲基五氟苯基硅烷与二氟化氙反应制备。也可以向该物质与五氟化砷的加合物中加入含氟离子的试剂得到它。
这些取代反应都是通过静电引力形成四元环状过渡态，然后重新成键的机理的进行的。这类化合物多数在室温以下就快速分解，因此只能在低温惰性溶剂中进行制备和研究。

## 四氟化氙衍生物
2000年，Karel Lutar与Boris Žemva等人以二氯甲烷为溶剂，使四氟化氙和二氟(五氟苯基)硼在-55°C时反应，生成了一种离子化合物。
{\displaystyle {\rm {\ XeF_{4}+C_{6}F_{5}BF_{2}{\xrightarrow[{-55^{o}C}]{CH_{2}Cl_{2}}}[C_{6}F_{5}XeF_{2}]^{+}BF_{4}^{-}}}}
经测定，它的结构可表示为[C6F5XeF2][BF4]。这种化合物是很强的氟化剂，能将三(五氟苯基)膦氟化成二氟化三(五氟苯基)膦（(C6F5)3PF2），氟化五氟苯基碘成二氟化五氟苯基碘（C6F5IF2），甚至可将碘单质转化为五氟化碘。